# Décès en décembre 1998
Décès
- 1994
- 1995
- 1996
- 1997
- 1998
- 1999
- 2000
- 2001
- 2002

Pour une information complémentaire, voir la page d'aide.

| Date         | Nom                          | Activités | Âge | Source |
| ------------ | ---------------------------- | --- | --- | ------ |
| 1er décembre | Jean-François Arrighi        | évêque catholique français | 80  |        |
| 1er décembre | Bertil Nordahl               | footballeur suédois | 81  |        |
| 1er décembre | Freddie Young                | directeur de la photographie et réalisateur anglais | 96  |        |
| 2 décembre   | Bob Haggart                  | contrebassiste, compositeur et arrangeur de Jazz américain | 84  |        |
| 2 décembre   | Albert de Klerk              | organiste et compositeur néerlandais | 81  |        |
| 2 décembre   | Mary McShain                 | Bienfaitrice américano-irlandaise | 91  |        |
| 2 décembre   | Mikio Oda                    | athlète japonais | 93  |        |
| 2 décembre   | Brian Stonehouse             | peintre britannique | 79  |        |
| 3 décembre   | Pierre Hétu                  | pianiste et chef d'orchestre québécois | 62  |        |
| 3 décembre   | Paul Gévaudan                | joueur et entraîneur de football français | 77  |        |
| 4 décembre   | Henry d'Anty                 | peintre français | 88  |        |
| 5 décembre   | René Bériard                 | Acteur français. | 81  |        |
| 6 décembre   | Robert Allan                 | poète occitan | 71  |        |
| 6 décembre   | César Baldaccini             | sculpteur français | 77  |        |
| 6 décembre   | Georges Borgeaud             | écrivain suisse de langue française | 84  |        |
| 6 décembre   | Pierre Lamy                  | producteur canadien | 72  |        |
| 6 décembre   | Radomir Šaper                | joueur et dirigeant de basket-ball serbe | 72  |        |
| 7 décembre   | John Addison                 | compositeur britannique | 78  |        |
| 7 décembre   | Carlos Oviedo Cavada         | cardinal chilien | 71  |        |
| 7 décembre   | Voitto Hellsten              | athlète finlandais, spécialiste du 400 m | 66  |        |
| 7 décembre   | Martin Rodbell               | biochimiste américain | 72  |        |
| 7 décembre   | Haj Houcine Toulali          | Musicien marocain | 74  |        |
| 8 décembre   | Gaston Dufresne              | Musicien, professeur de solfège et contrebassiste français | 100 |        |
| 9 décembre   | Archie Moore                 | boxeur américain | 84  |        |
| 10 décembre  | Wang Ganchang                | physicien nucléaire chinois | 91  |        |
| 10 décembre  | Ray Goossens                 | animateur et réalisateur belge | 72  |        |
| 10 décembre  | Kamel Messaoudi              | Chanteur et musicien algérien | 37  |        |
| 11 décembre  | Jack Coleman                 | joueur américain de basket-ball | 74  |        |
| 11 décembre  | Irma Hünerfauth              | artiste peintre et sculptrice allemande | 90  |        |
| 11 décembre  | Alain Janey                  | Acteur français | 72  |        |
| 11 décembre  | Karel Michlowski             | Footballeur et entraîneur tchèque | 80  |        |
| 11 décembre  | André Lichnerowicz           | mathématicien français | 83  |        |
| 11 décembre  | Jimmy Mackay                 | footballeur australien | 54  |        |
| 11 décembre  | Max Streibl                  | homme politique allemand | 66  |        |
| 12 décembre  | Orion                        | chanteur américain | 53  |        |
| 12 décembre  | Lawton Chiles                | homme politique américain | 68  |        |
| 12 décembre  | Francis-Louis Closon         | résistant, Compagnon de la Libération et haut fonctionnaire français | 88  |        |
| 12 décembre  | Henri Collette               | homme politique français | 76  |        |
| 12 décembre  | Willis John Gertsch          | arachnologiste américain | 92  |        |
| 12 décembre  | Jean-Louis Trévisse          | peintre et sculpteur français | 49  |        |
| 13 décembre  | Habib Ould Mohamed           | victime d'une bavure policière pour les uns, d'un dramatique accident pour les autres | 16  |        |
| 13 décembre  | Pierre Sipriot               | journaliste français | 76  |        |
| 13 décembre  | Douglas de Souza             | athlète brésilien, spécialiste du saut en longueur | 25  |        |
| 13 décembre  | Norbert Zongo                | journaliste burkinabè | 48  |        |
| 14 décembre  | Vittorio Cottafavi           | réalisateur et scénariste Italien | 84  |        |
| 14 décembre  | Gilbert Favre                | clarinettiste d'origine suisse | 72  |        |
| 14 décembre  | Norman Fell                  | Acteur américain | 74  |        |
| 14 décembre  | Jim Jensen                   | chercheur d’os américain et directeur d’un laboratoire de recherche à l’université Brigham Young                                                                                           | 80  |        |
| 16 décembre  | William Gaddis               | romancier américain | 75  |        |
| 16 décembre  | Paul Rivière                 | résistant et homme politique, compagnon de la Libération et commandeur de la Légion d'honneur                                                                                              | 85  |        |
| 18 décembre  | Lev Demine                   | cosmonaute soviétique | 72  |        |
| 18 décembre  | Abdurajak Abubakar Janjalani | islamiste philippin, fondateur du groupe armé Abu Sayyaf | 35  |        |
| 18 décembre  | Åke Jönsson                  | Footballeur international suédois. | 73  |        |
| 18 décembre  | Bernard Loriot               | peintre français | 73  |        |
| 19 décembre  | Garry Blaine                 | joueur professionnel de hockey sur glace canadien | 65  |        |
| 19 décembre  | Cully Dahlstrom              | joueur professionnel de hockey sur glace américain | 85  |        |
| 19 décembre  | Léon-Ernest Halkin           | historien belge, résistant et un militant wallon | 92  |        |
| 19 décembre  | Antonio Ordóñez              | matador espagnol | 66  |        |
| 19 décembre  | Ron Turner                   | auteur de bande dessinée britannique | 75  |        |
| 19 décembre  | Qian Zhongshu                | écrivain chinois | 87  |        |
| 20 décembre  | André Dewavrin               | officier français, chef des services secrets de la France libre, le B.C.R.A (Bureau central de renseignements et d’action), pendant la Seconde Guerre mondiale, Compagnon de la Libération | 87  |        |
| 20 décembre  | Jean Farran                  | journaliste français | 78  |        |
| 20 décembre  | Alan Lloyd Hodgkin           | physiologiste et biophysicien britannique | 84  |        |
| 20 décembre  | Bangalore Venkata Raman      | astrologue indien | 85  |        |
| 21 décembre  | Gilbert Charles-Picard       | historien et archéologue français | 85  |        |
| 21 décembre  | Carlos Matus                 | économiste et ministre chilien de l´économie et la reconstruction sous le gouvernement de Salvador Allende                                                                                 | 66  |        |
| 21 décembre  | Albert Monier                | photographe français | 83  |        |
| 21 décembre  | Ernst-Günther Schenck        | médecin allemand et SS | 93  |        |
| 21 décembre  | Béla Szőkefalvi-Nagy         | mathématicien hongrois | 85  |        |
| 22 décembre  | Jean Malaquais               | romancier et essayiste d'origine polonaise et d'expression française | 90  |        |
| 22 décembre  | Michelle Thomas              | actrice américaine | 30  |        |
| 23 décembre  | David Manners                | Acteur canadien | 97  |        |
| 23 décembre  | Joe Orlando                  | dessinateur américain de comic book, d'origine italienne | 71  |        |
| 23 décembre  | Anatoli Rybakov              | écrivain russe | 86  |        |
| 23 décembre  | Pierre Vallières             | journaliste et écrivain québécois | 60  |        |
| 24 décembre  | Syl Apps                     | joueur de hockey sur glace canadien | 83  |        |
| 24 décembre  | Viola Farber                 | danseuse, chorégraphe et pédagogue américaine de danse contemporaine | 67  |        |
| 25 décembre  | James Ireland                | joueur de rugby à XV écossais | 58  |        |
| 25 décembre  | Bryan MacLean                | Guitariste, chanteur et compositeur de rock américain | 50  |        |
| 25 décembre  | Richard Paul                 | Acteur américain | 58  |        |
| 25 décembre  | John Pulman                  | joueur professionnel anglais de snooker | 74  |        |
| 25 décembre  | René Ribière                 | homme politique et haut fonctionnaire français | 75  |        |
| 25 décembre  | Ram Swarup                   | penseur indépendantiste indien | 77  |        |
| 25 décembre  | Vicent Ventura               | journaliste et homme politique valencien | 73  |        |
| 26 décembre  | Cathal Goulding              | républicain irlandais | 75  |        |
| 26 décembre  | Raymond Halter               | prêtre catholique français | 73  |        |
| 26 décembre  | Hurd Hatfield                | Acteur américain | 81  |        |
| 27 décembre  | Lucien Bégouin               | homme politique français | 90  |        |
| 27 décembre  | Francis Harburger            | peintre français | 93  |        |
| 27 décembre  | Louis Orizet                 | ingénieur agronome de formation et écrivain français, maire de Denicé | 85  |        |
| 27 décembre  | Paul Puaux                   | directeur du Festival d'Avignon de 1971 à 1979 | 77  |        |
| 28 décembre  | André Bizette-Lindet         | sculpteur et peintre français | 92  |        |
| 28 décembre  | Herbert Fechner              | homme politique allemand | 85  |        |
| 28 décembre  | William Frankfather          | acteur américain | 54  |        |
| 28 décembre  | Werner Müller                | compositeur, maître de chapelle et chef d'orchestre de musique classique allemand | 78  |        |
| 28 décembre  | Ricardo Tormo                | pilote de moto espagnol | 46  |        |
| 28 décembre  | Bjørn Watt-Boolsen           | acteur danois | 75  |        |
| 29 décembre  | Hubert Deschamps             | acteur français | 75  |        |
| 29 décembre  | Robert Guillain              | reporter français | 90  |        |
| 29 décembre  | Don Taylor                   | réalisateur, acteur, scénariste et producteur américain | 78  |        |
| 30 décembre  | Joan Brossa                  | poète, auteur dramatique, dessinateur graphique et artiste plastique catalan | 79  |        |
| 30 décembre  | Jean-Claude Forest           | dessinateur et scénariste de bande dessinée français | 68  |        |
| 30 décembre  | Michaela Geiger              | femme politique allemande | 55  |        |
| 30 décembre  | Keisuke Kinoshita            | réalisateur et scénariste japonais | 86  |        |
| 30 décembre  | Karl Heinz Rechinger         | botaniste autrichien | 91  |        |
| 30 décembre  | Eugene Roe                   | infirmier américain de la Easy Company 506e régiment d'infanterie parachutée de la 101e aéroportée pendant la Seconde Guerre mondiale                                                      | 76  |        |
| 30 décembre  | Pavel Štěpán                 | pianiste tchèque | 73  |        |